# El Funky
El Funky, bürgerlich Eliéxer Márquez Duany (* 14. November 1981 in Havanna), ist ein kubanischer Rapper und Dissident. Internationale Bekanntheit erlangte er durch seine Beteiligung an dem Protestsong der kubanischen Opposition Patria y Vida, welches 2021 mit dem Latin Grammy ausgezeichnet wurde.
Zuletzt musste er im Zuge von Präsident Donald Trumps Kampagne gegen „illegale Migranten“  seine Ausweisung aus den USA befürchten, da er in Havanna wegen Drogenbesitzes und -handels aus dem Jahr 2017 vorbestraft sei und demnach nicht unter den Cuban Adjustment Act aus dem Jahr 1966 falle. Ironischerweise gilt El Funky als stolzer Trump-Unterstützer und wollte seine Meinung nach diesem Vorfall auch nicht ändern.
Nachdem sich die kubano-amerikanische Kongressabgeordnete María Elvira Salazar sich für ihn einsetzte, wurde die Abschiebeanordnung vorläufig ausgesetzt.